# Хлоплянкін Михайло Іванович
Михайло Іванович Хлоплянкін (6 вересня 1892, село Лутіно Черкутинської волості Владимирського повіту Владимирської губернії, тепер Владимирської області, Російська Федерація — розстріляний 10 лютого 1938, місто Москва, тепер Російська Федерація) — радянський державний діяч, голова виконавчого комітету Нижньоволзької крайової ради, торговий представник СРСР у Великій Британії. Кандидат у члени ЦК ВКП(б) у 1930—1934 роках. Член Центральної Ревізійної Комісії ВКП(б) у 1934—1937 роках.

## Життєпис
Народився в родині столяра. Закінчив початкове училище в Москві, земську школу у Владимирській губернії, а в 1913 році — 2-е Московське казенне реальне училище.
З 1913 по 1917 рік навчався на економічному відділенні Московського комерційного інституту, навчання не закінчив.
У квітні — липні 1914 року — статистик земства в Челябінському повіті Оренбурзької губернії.
Член РСДРП з серпня 1914 року.
У квітні — вересні 1915 року — статистик земства в місті Ставрополі.
У квітні — грудні 1916 року — статистик Союзу земств і міст у Москві.
У січні — листопаді 1917 року — інструктор відділу Центроспілки в Москві.
У 1917—1918 роках — статистик Московського комітету праці.
У 1918—1919 роках — статистик Народного комісаріату праці Російської РФСР.
У 1919—1921 роках — у Червоній армії: комісар 7-ї дивізії на Східному фронті; комісар адміністративного управління штабу 7-ї дивізії на Південному фронті; начальник оперативного управління, тво. командарма Української трудової армії.
У лютому 1921 — квітні 1923 року — начальник трудових частин РРФСР, член колегії Народного комісаріату праці РРФСР.
У квітні — листопаді 1923 року — член правління Держбанку СРСР.
У листопаді 1923 — серпні 1925 року — член колегії Народного комісаріату зовнішньої торгівлі СРСР.
У серпні 1925 — жовтні 1926 року — торговий представник СРСР у Великій Британії.
У січні 1927 — квітні 1928 року — голова правління акціонерного товариства «Експортхліб» Народного комісаріату торгівлі СРСР.
У червні 1928 — серпні 1930 року — голова Організаційного комітету Президії ВЦВК по Нижньоволзькій області; голова виконавчого комітету Нижньоволзької крайової ради в місті Саратові.
У вересні 1930 — серпні 1934 року — заступник народного комісара постачання СРСР.
У серпні 1934 — жовтні 1937 року — 1-й заступник народного комісара внутрішньої торгівлі СРСР. Одночасно в липні 1936 — жовтні 1937 року — заступник голови Ради Народного комісаріату внутрішньої торгівлі СРСР.
13 жовтня 1937 року заарештований органами НКВС. Засуджений Військовою колегією Верховного суду СРСР 8 лютого 1938 року до страти, розстріляний 10 лютого 1938 року. Похований на полігоні «Комунарка» біля Москви.
4 лютого 1956 року реабілітований, 1 березня 1956 року посмертно відновлений у партії.